# Масая (град)
Масая (на испански: Masaya) е град и административен център на департамент Масая, Никарагуа. Разположен е на около 14 km западно от Гранада и на около 31 km от столицата Манагуа. В близост до града се намира вулкан Масая, чието име носи градът. Населението му към 2016 г. е 130 113 души.

## История
Селището е основано през 1819 г., а през 1839 г. получава статут на град.

## Побратимени градове
- Бело Оризонти, Бразилия
- Картаго, Коста Рика